# Арбін (нохія)
Арбін (араб. ناحية عربين) — нохія у Сирії, що входить до складу району Провінція Дамаск-Центр провінції Дамаск. Адміністративний центр — м. Арбін.